# 長野佑紀
長野佑紀（日语：／ Nagano Yuki，1997年6月27日—）是日本的女性聲優，EARLY WING所屬。廣島縣出身。身高148公分。血型為B型。

## 參與作品

### 電視動畫
2017年
- 戀愛暴君（黄蝶崎柚）[1]

2018年
- 爆肝工程師的異世界狂想曲（女孩子、莉莉歐）

2019年
- 放學後桌遊俱樂部
- 小書痴的下剋上：為了成為圖書管理員不擇手段！（葉妮）

2020年
- 地縛少年花子君（女學生C）
- 暗黑破壞神在身邊（最上〈幼少期〉）

2021年
- 只有我能進入的隱藏迷宮（愛麗絲·史塔吉亞）

2022年
- 小書痴的下剋上：為了成為圖書管理員不擇手段！第三季（葉妮）

2025年
- 黃昏旅店（琉璃[2]）

### 網路動畫
2018年
- 想看她一臉嫌惡地露出褲褲（yuina）[3]

2020年
- 偶像大師 灰姑娘女孩劇場 Extra Stage（小關麗奈）

### 遊戲
2017年
- 輝星的反叛（亨利·珀西、紅之女王、呂布、韋駄天[4]）
- 槍彈突擊小妖精（艾麗·雷維安德）
- 黃昏旅店（琉璃[5]）

2018年
- 殺戮魅影（莫拉魯塔〈穩重〉[6]）
- 宮廷女官（慕桃[7]）
- 交鋒聯盟（ムーたん）
- 百花標人傳明日香（葵[8][9]
- 戰國大河（桔梗[10][11]）
- 紡之邏輯

2019年
- 奇蹟女神力（安[12]）
- 最終休止符 -無止境的螺旋物語-（波堤耶[13]）

2020年
- 死亡終局 輪迴試煉2（伊莉莎白·帕利斯[14]）
- 天華百劍-斬-（厚藤四郎）
- 偶像大師 灰姑娘女孩（小關麗奈[15]）
- 夜點燈（十六夜鈴[16]）

### 廣播劇
- 恋愛暴君暴走族廣播（黄蝶崎柚）（2017年 - 、HiBiKi Radio Station[17]）

### 數位漫畫
- 鄰座的怪同學（2018年，dTV）飾演 女學生1

### 其他
- 岡田味噌店形象角色 岡田みーこ[18][19]
- 溫泉女孩（2018年，宮濱仁佳）[20]

## 外部連結
- 事務所官方簡歷 （页面存档备份，存于）（日語）
- 長野佑紀的X（前Twitter）（日語）